# Werner Koal
Werner Koal (* 21. Juli 1939 in Dresden; † 7. Dezember 1990 in Mannheim) war ein deutscher Maler und Skulpteur.

## Leben und Wirken
Werner Koals Vorfahren stammten aus dem Osten, die Mutter aus Russland. Sein Vater war Tropenarzt.
Entdeckt wurden seine künstlerischen Arbeiten in den 1970er-Jahren durch den Galeristen Egon Haßbecker (Eberbach).
Hauptthemen seiner Werke sind alte Mythen; Tier- und Menschengestalten aus fantastischen Welten; Masken und Dämonen jenseitiger Sphären; fremdartige Landschaften. Koal fertigte archetypische Skulpturen aus Alabastergips.
Die Weltkunst urteilte 1983: „Arbeiten von … Werner Koal u. a. belegen die Feststellung, daß sich schon lange außerhalb der festgelegten Normen der kunstgeschichtlichen Tradition und der Maßstäbe von Akademien und Museen ein Geschehen abspielt, das an die Wurzeln des Schöpferischen heranreicht“.
„In den Bildern Koals begegnet uns … eine Malerpersönlichkeit, die durch eine überzeugende Eigenleistung einen echten Beitrag zur naiven Kunst zu geben hat.“ (RNZ, Oktober 1973)
Eine umfangreiche bio-bibliographische Datei zu Werner Koal befindet sich unter der Signatur K1012 im Geißler-Archiv, das in der Pfälzischen Landesbibliothek aufbewahrt wird.

## Ausstellungen
- 12/1972: Doppelausstellung Zwei Naive. Koal – Schmidtová[3]
- 01/1973: (Hinter-)Hofbuch-Handlung „Kleine Galerie“ Haßbeckers, Eberbach
- 03/1973: Krefelder Galerie Krüll/Ausstellung naiver KünstlerINNEN
- 05/1973: Abendakademie Mannheim
- 03/1974: Galerie auf dem Weissenhof/Weinsberg „Naive Bilder und Skulpturen“
- 08/1974: Ausstellung in Mülben, „Tag der offenen Tür“ bei Egon Haßbecker; Koal – Schmidtová – Ennulat
- 08/1975: Gruppenausstellung „Naive Kunst als Selbstbestätigung in entfremdeten Umständen“, Eberbach
- 11/12/2021 - 11/03/2022: Einzelausstellung „Von Magnitogorsk bis zum Maghreb“ – Bilder von Werner Koal im Museum Haus Cajeth (Heidelberg)